# Signalpistol 50
Signalpistol 50 är en signalpistol som används inom den svenska Försvarsmakten. Den används för att ge överenskomna ljussignaler, till exempel från de främsta infanteriförbanden till artilleriet. Den kan också användas för riktningsanvisningar och för belysning av terräng. Signalpistolen bärs i fodral på livremmen eller i väska till stridssele. Fodralet till signalpistol 50 rymmer 4 patroner. 

## Ammunition
Patronerna kan skiljas åt genom att de är olika långa och har olika färgmönstring. Signalpatronerna har dessutom känselmarkering.